# Su Weide
Su Weide, född 19 mars 2000, är en kinesisk gymnast.

## Karriär
Vid världsmästerskapen i artistisk gymnastik 2023 tog Weide brons i räck. Han ingick även i det kinesiska laget som tog silver i lagtävlingen.